# Nilmar Honorato da Silva
Nilmar Honorato Da Silva (Bandeirantes, 17. srpnja 1984.) poznatiji kao Nilmar, bivši je brazilski nogometaš i nogometni reprezentativac.